# 寶石蘆鯉
寶石蘆鯉（学名：Thryssocypris smaragdinus）为輻鰭魚綱鯉形目鲤科的其中一種，分布於亞洲婆羅洲西部河流，體長可達5.4公分，棲息水底。

## 扩展阅读
維基物種上的相關：寶石蘆鯉